# Liste von K-Pop-Gruppen
Die Liste von K-Pop-Gruppen ist unterteilt nach:
- Liste der K-Pop-Boygroups
- Liste der K-Pop-Girlgroups